# Nguyễn Phúc Nhu Nghi
Nguyễn Phúc Nhu Nghi (chữ Hán: 阮福柔儀; 22 tháng 11 năm 1833 – 1929), phong hiệu Xuân Lai Công chúa (春來公主), là một công chúa con vua Minh Mạng nhà Nguyễn trong lịch sử Việt Nam.

## Tiểu sử
Hoàng nữ Nhu Nghi sinh ngày 11 tháng 10 (âm lịch) năm Quý Tỵ (1833), là con gái thứ 44 của vua Minh Mạng, mẹ là Ngũ giai Lệ tần Nguyễn Thị Thúy Trúc. Công chúa là người con thứ năm của bà Lệ tần.
Năm Tự Đức thứ 4 (1851), công chúa Nhu Nghi lấy chồng là Phò mã Đô úy Nguyễn Đình Tứ, con trai của Thượng thư Nguyễn Đình Tân. Thượng thư Nguyễn Đình Tân còn một người con gái tên là Nguyễn Thị Cẩm, là một cung phi của vua Tự Đức.
Năm Tự Đức thứ 18 (1865), tháng 9 (âm lịch), vợ chồng công chúa Nhu Nghi ban đêm đến nơi ở của Đinh Đạo để thăm em gái của phò mã là Nguyễn Thị Để, vợ thứ của Đạo (Đạo là con trai của An Phong công Hồng Bảo, anh vua Tự Đức). Đạo là con của kẻ mưu phản, nên việc phát giác ra, vua xuống lệnh giam phò mã Tứ vào ngục, sai Tôn nhân phủ và bộ Hình tra hỏi. Phò mã Tứ tuy chỉ đến thăm em gái bị bệnh chứ thực tình không có ý gì, nhưng vẫn bị cách tước Đô úy, còn công chúa Nhu Nghi bị phạt bổng hai năm.
Năm Tự Đức thứ 22 (1869), bà Nhu Nghi được sách phong làm Xuân Lai Công chúa (春來公主). Theo Nguyễn Phúc tộc thế phả, công chúa Nhu Nghi mất vào ngày 26 tháng 11 (âm lịch) năm Kỷ Mão (1880), tuy nhiên điều này có vẻ không đúng, vì phong hiệu của bà vẫn được khắc trên tấm bia quyên cúng ở chùa Thiên Hưng vào năm 1895, có nghĩa là bà vẫn còn sống vào thời điểm này.
Mộ của công chúa Nhu Nghi được táng tại Dương Xuân Thượng (nay thuộc phường Thủy Xuân, Huế). Trên bia mộ của công chúa có nhắc đến năm lập bia là Kỷ Tỵ (tức năm 1869 hoặc 1929), xét theo tấm bia ở chùa Thiên Hưng thì có lẽ công chúa Nhu Nghi mất vào năm 1929 dưới triều vua Bảo Đại, thọ 96 tuổi, và cũng là người con sống thọ nhất của vua Minh Mạng.